# Chris de Burgh
Christopher John Davison (n. 15 octombrie 1948, Venado Tuerto⁠(d), Provincia Santa Fe, Argentina), cu numele de scenă Chris de Burgh, este un cântăreț si compozitor britanic. Scrie si interpretează muzică art rock precum și piese muzicale mai apropiate genului pop. Este cel mai bine cunoscut pentru melodia "The Lady in Red" din 1986, care a ajuns numărul unu în topurile din mai multe țări. De Burgh a vândut peste 45 de milioane de albume în întreaga lume.

## Viața timpurie
De Burgh s-a născut în Venado Tuerto, Argentina, fiu al Colonelului Charles Davison, un diplomat britanic, și a lui Maeve Emily de Burgh, o secretara irlandeza. Bunicul matern a fost Sir Eric de Burgh, un ofițer al Armatei Britanice, care a fost Șef al statului major general în India în timpul celui de-al Doilea Război Mondial. El a luat numele mamei sale, "de Burgh", atunci când a început să cânte. Tatăl său a avut afaceri in agricultură, iar Chris a petrecut o mare parte din primii săi ani în Malta, Nigeria și Zair.
Familia Davison s-a stabilit în cele din urmă în Bargy Castle, County Wexford, Irlanda, un castel din secolul XII, pe care Eric de Burgh îl cumparase în anii '60. Castelul a fost transformat în hotel, iar tânărul Chris cânta pentru invitați.
Chris de Burgh a absolvit Trinity College la Universitatea din Dublin, cu o diplomă de Masterat în istorie, franceză și engleză.

## Cariera muzicală
Chris de Burgh a semnat primul său contract cu A&M Records în 1974 și a participat cu Supertramp la turneul Crime of the Century, construindu-și o mică bază de fani. Albumul sau de debut a fost Far Beyond the Castle Walls, lansat în 1974, care nu a reușit să pătrundă în topuri.
Primul mare succes a venit în 1986 cu balada "Lady in Red", care a ajuns pe locul 1 în topurile britanice și pe locul 3 în Statele Unite. Albumul însoțitor, Into the Light, a ajuns numărul doi în UK și numărul 25 în SUA. 

## Viața personală
Chris de Burgh este căsătorit cu Diana din 1977 și locuiește în Enniskerry, Comitatul Wicklow, Irlanda, unde cei doi s-au mutat în 1997 venind din Dublin . Au doi fii, Hubie și Michael, și o fiică, Rosanna, care a câștigat Miss World în 2003 pentru Irlanda. 
De Burgh s-a remarcat prin interesul acordat istoriei, mai ales Primului și Celui de-al Doilea Război Mondial. Cântecele sale conțin numeroase referiri la soldați și scene de luptă. In 2006, el a cumpărat cu 14.400 de lire sterline o scrisoare rară din Primul Război Mondial, scrisă de un soldat necunoscut, care a fost martor direct la Armistițiul de Crăciun din 1914.